# Unterseen
Unterseen – miasto i gmina (niem. Einwohnergemeinde) w Szwajcarii, w kantonie Berno, w regionie administracyjnym Oberland, w okręgu Interlaken-Oberhasli. Leży na wschodnim brzegu jeziora Thunersee.

## Demografia
W Unterseen mieszka 5 760 osób. W 2020 roku 18,1% populacji gminy stanowiły osoby urodzone poza Szwajcarią.

## Transport
Przez teren gminy przebiega droga główna nr 221.